# Roger Revelle
Roger Revelle (Seattle, 7 marzo 1909 – San Diego, 15 luglio 1991) è stato un geologo, oceanografo e ricercatore statunitense, pioniere nel campo degli studi sull'antropizzazione, sul riscaldamento globale e sul movimento delle placche tettoniche. A lui è  dedicato il primo collegio residenziale dell'Università della California.

## Biografia

Concentrazione di CO2 nell'atmosfera

Roger Revelle è nato a Seattle nello stato di Washington, da William Roger Revelle e Ella Dougan, ed è cresciuto nel sud della California, dove si laureò al Pomona College nel 1929, con i suoi studi in geologia riuscì a guadagnare un dottorato di ricerca in oceanografia presso l'Università della California - Berkeley nel 1936. Mentre era in California ha studiato sotto il dottor Dr. George D. Louderback Archiviato il 19 luglio 2011 in Internet Archive. ed è stato inserito nel Theta Tau Professional Engineering Fraternity, che all'inizio era una confraternita per gli ingegneri minerari ed nel tempo ha mantenuto un grande interesse per gli studenti di ingegneria geologica e geologia. Molti dei suoi primi lavori in oceanografia sono stati svolti presso la Scripps Institution of Oceanography(SIO) a San Diego. È stato anche Oceanografo per la Marina Militare durante la seconda guerra mondiale. Divenne direttore della SIO dal 1950 al 1964. Fu tenuto a prestare giuramento anti-comunista durante il periodo di Joseph McCarthy. Ha lavorato come consulente scientifico per il Segretario degli Interni degli Stati Uniti Stewart Udall durante l'amministrazione Kennedy nei primi anni 1960, ed è stato Presidente dell'American Association for the Advancement of Science nel 1974.

### Oceanografia
Revelle era profondamente coinvolto nella crescita dell'oceanografia negli Stati Uniti ed a livello internazionale, dopo la seconda guerra mondiale. Lavorare per la Marina Militare nel 1940, ha contribuito a determinare ed ottenere finanziamenti pei i suoi progetti, ed ha promosso l'idea che la Marina deve sostenere 'la ricerca di base' invece di puntare solamente alla costruzione di nuove tecnologie. Al SIO ha lanciato diverse grandi spedizioni a lungo raggio nel 1950, tra cui MIDPAC, TRANSPAC (con il Canada e Giappone), EQUAPAC e NORPAC, ciascuno in una parte diversa del Oceano Pacifico. Lui e altri scienziati del Scripps Institution of Oceanography hanno aiutato il governo degli Stati Uniti per progettare e testare esperimenti con armi nucleari, nella speranza che gli oceanografi potessero fare uso dei dati. Revelle stato uno dei presidenti di commissione nell'influente National Academy of Sciences sugli effetti biologici delle radiazioni atomiche, i cui risultati sono stati pubblicati nel 1956. Nel 1952, insieme con il dottor Seibert Q. Duntley, ha spostato con successo la Massachusetts Institute of Technology Scripps Visibility Lab per SIO con il sostegno finanziario della US Navy.  Insieme con oceanografi del Woods Hole Oceanographic Institution, Revelle previsti i contributi americani all'oceanografica organizza il International Geophysical Year (IGY).
Egli divenne il primo presidente del Scientific Committee on Oceanic Research (comitato scientifico per le ricerche oceaniche), un gruppo internazionale di scienziati dedicato alla consulenza su progetti internazionali, e fu anche un consulente della Commissione oceanografica intergovernativa, creata nel 1960.

### Il riscaldamento globale
(Revelle e Sues, 1957, p. 19)
Revelle è stato determinante nel creare l'International Geophysical Year (IGY) nel 1958 ed è stato presidente fondatore del primo comitato sui cambiamenti climatici e l'Oceano (CCCO) con il Scientific Committee on Ocean Research (SCOR) e l'International Oceanic Commissione (IOC). Durante la pianificazione per il IGY, in direzione Revelle, SIO partecipato e più tardi divenne il principale centro per il biossido di carbonio atmosferico. Nel luglio del 1956, Charles David Keeling entra a far parte dello staff SIO, come capo del programma, e ha iniziato le misurazioni di anidride carbonica atmosferica all'Osservatorio di Mauna Loa, nelle Hawaii, e in Antartide.
Nel 1957, Revelle coautore di una ricerca con Hans Suess, dove scrissero che gli oceani della terra assorbivano l'anidride carbonica in eccesso generata dall'umanità, ma ad un ritmo molto più lento di quanto precedentemente previsto dai geologi, suggerendo così che le emissioni umane di gas potrebbero creare 'effetto serra' che causa il riscaldamento globale nel corso del tempo.  Anche se altri articoli della stessa rivista discutevano i livelli di biossido di carbonio, la carta-Suess Revelle era 'l'unico articolo dei tre a sottolineare la crescente quantità di CO2 creata dall'uomo grazie alla combustione dei combustibili fossili, e per richiamare l'attenzione sul fatto che potrebbe causare il riscaldamento globale nel corso del tempo.'
Revelle e Suess ha descritto il 'fattore tampone', ora conosciuto come 'fattore Revelle', che è una resistenza al biossido di carbonio nell'atmosfera il quale viene assorbito dallo strato superficiale dell'oceano. In sostanza, per entrare in mare, l'anidride carbonica deve scindersi in acido carbonico; questo si scinde in ione bicarbonato e in ioni idrogeno, l'accumulo di ioni bicarbonato secondo le leggi dell'equilibrio chimico genera una sorta di contro-pressione che limita la velocità di assorbimento di ulteriore anidride carbonica, ostacolando l'entrata di essa nella superficie dell'oceano.
Geologia, geochimica, chimica dell'atmosfera, chimica dell'oceano... questo è pari a uno dei primi esempi di 'valutazione integrata', che 50 anni più tardi divenne un intero ramo della scienza del riscaldamento globale.

### University of California campus di San Diego
Durante la fine del 1950, Revelle era combattuto per la creazione di un campus dell'Università della California a San Diego. Ha dovuto fare i conti con UC University Board of Regents che per espandersi avrebbero preferito semplicemente create University of California, Los Angeles campus, invece di creare un campus nuovo a San Diego. Egli ha anche affrontato i politici locali di San Diego e uomini d'affari che hanno cercato di minare la creazione del nuovo campus, perché troppo vicino al nuovo Scripps Institute di La Jolla, suggerendo che ci siano posti più adatti di San Diego, ad esempio nei pressi di San Diego State University o in Balboa Park. La decisione è stata presa nel 1959, nonostante il primo studente iscritto si laureò nel 1960.
Nel cercare di acquisire terreni per il nuovo campus, Revelle si mise in concorrenza con Jonas Salk. Revelle perse un po' di quello che lui chiamava il 'miglior pezzo di terra che aveva', il sito di Torrey Pines che andò alla neonata Salk Institute. Negli anni successivi Revelle continuò a mostrare qualche controversia verso Salk, dichiarando una volta: 'Egli è un eroe popolare, anche se è... non molto brillante.'
Quando alla Scripps e mentre era in costruzione University of California di San Diego, Revelle ha anche avuto a che fare con una comunità di La Jolla, che ha rifiutato di affittare o vendere un immobile per gli ebrei. Oltre a combattere il patto restrittivo anti-semita della tenuta di La Jolla, Revelle ha contribuito a creazione di nuovi alloggiamenti per i professori della Scripps, soprattutto perché ad alcuni di loro non sarebbe stato permesso di vivere a La Jolla.
Revelle lasciò Scripps nel 1963 ed ha fondato il Center for Population Studies alla Harvard University. Fu per oltre dieci anni direttore lì, incentrando i suoi studi sull'applicazione della scienza e della tecnologia al problema della fame nel mondo. Nel 1976 tornò a UC San Diego come professore di Scienza, Tecnologia e Public Affairs (STPA) nel dipartimento di scienze politiche della scuola.

### Dubbi sul cambiamento climatico
Nel 1991, il nome di Revelle è apparso come coautore di un articolo scritto dal fisico Fred Singer su Cosmos: una rivista di tematiche emergenti, insieme ad un altro coautore, l'ingegnere elettrico Chauncey Starr, dal titolo "What to do about greenhouse warming: Look before you leap," 'Cosa fare per il riscaldamento e per l'effetto serra: Guarda prima di cambiare 'che è stato pubblicato nell'estate del 1992. L'articolo di Cosmos include l'affermazione:
Drastica, precipitosa e, soprattutto, unilaterale - passi per ritardare il presunto effetto serra che possono costare posti di lavoro e prosperità, ed aumentano i costi della povertà nel mondo, senza essere efficaci. Rigorosi controlli economici ora sarebbero economicamente devastanti soprattutto per i paesi in via di sviluppo...
L'articolo si concludeva:
La base scientifica per un riscaldamento da effetto serra è troppo incerto per giustificare un'azione drastica in questo momento. Non vi è scarso rischio di ritardare le risposte politiche.
Queste particolari dichiarazioni e la maggior parte di questo articolo, compreso il titolo, erano già state scritte e pubblicate un anno prima da Fred Singer, come unico autore. Nell'articolo Singer scrive che 'ci sono tutte le aspettative che la comprensione scientifica sarà sostanzialmente migliorata nel prossimo decennio', ed è contro la drastica fretta di agire, finché non ci saranno ulteriori prove scientifiche. Non ha, tuttavia, negano il cambiamento climatico o il riscaldamento globale.
Justin Lancaster, studente laureato di Revelle e suo assistente di insegnamento presso la Scripps Institution of Oceanography dal 1981 fino alla morte di Revelle, sostiene che Revelle è stato 'ingannato' da Singer ad aggiungere il suo nome nell'articolo e che Revelle era 'intensamente imbarazzo che il suo nome era stato associato' ad esso. Nel 1992, Lancaster accusò Singer di azioni 'immorali' e specificamente progettato per sminuire le politiche sul riscaldamento globale di Al Gore; tuttavia, per porre fine alla causa legale fatta da Singer contro Lancaster con il sostegno del Center for Public Interest di Washington, DC, Lancaster fece a Singer una dichiarazione di scuse e ha confermato che Revelle aveva permesso l'utilizzo del suo nome. Nel 2006 Lancaster ha formalmente ritirato la ritrattazione e ha ribadito le sue accuse.
Quando Gore fu in corsa per la nomina alla vicepresidenza nel 1992, New Republic fece notare i riferimenti non molto chiari di Revelle nel libro di Gore, Earth In The Balance, e la presenza dell'articolo apparso su Cosmos, che non era chiaro se si poteva attribuire a Revelle. Questo fu seguito anche dal Newsweek e da altri media. Patrick Michaels si è vantato che l'articolo scritto su Cosmos era stato letto al Congresso. Il problema è stato sollevato anche dall'Ammiraglio Stockdale nel dibattito televisivo alla vice-presidenza. La risposta di Gore è stata che il punto di vista di Revelle sull'articolo era del 'tutto fuori contesto'.
Una figlia di Revelle ha scritto:
Contrariamente a cosa pensa George Will in 'Al Gore's Green Guilt' Roger Revelle - nostro padre e 'padre' dell'effetto serra - è rimasto profondamente preoccupato per il riscaldamento globale fino alla sua morte nel luglio del 1991. Nello stesso anno ha scritto: 'La base scientifica per il riscaldamento da effetto serra è troppo incerta per giustificare un'azione drastica in questo momento'. George Will e altri critici del senatore Al Gore hanno colto queste parole per suggerire che Revelle, che fu anche professore di Gore, rinunciò alla sua fede nel riscaldamento globale. Niente potrebbe essere più lontano dalla verità. Revelle fino alla sua morte, pensò che le misure estreme, costate migliaia di miliardi di dollari, sono state premature. Ma ha continuato a raccomandare misure immediate prudenti per attenuare e ritardare il riscaldamento climatico. Alcuni di questi passi vanno ben al di là di qualsiasi cosa Gore o di altri politici nazionali non sono ancora riusciti a difendere.

### Eredità
Durante il suo ultimo decennio a UCSD e SIO, Revelle ha continuato a lavorare ed insegnare. Nei primi anni ottanta, ha istruito i seminari di laurea STPA due volte l'anno, parelado di energia e di sviluppo (soprattutto sui problemi in Africa), sul problema del biossido di carbonio (noto ora come la causa del riscaldamento globale), e politiche marine. Nel 1990, a causa di un attacco cardiaco fu costretto a spostare il suo corso, dalla Scripps Institution presso l'ufficio del Revelle College, dove ha continuato ad insegnare il programma delle politiche marine fino alla sua morte l'anno seguente. Revelle morì a San Diego il 15 luglio 1991 a causa di un arresto cardiaco. Lasciò la moglie, Ellen Clark Revelle (1910-2009), tre figlie e un figlio, William, così come numerosi nipoti.

## Riconoscimenti
- Nel 1986 ha vinto il Premio Balzan per l'oceanografia / climatologia.
- Nel 1991 è stato insignito della National Medal of Science dal Presidente George W Bush (uno dei circa 500 destinatari nel XX secolo). Egli fece notare a un giornalista: 'L'ho preso per essere il nonno del dell'effetto serra.'[11]
- In suo onore, una nuova nave di ricerca del Scripps Institution è stata battezzata RV Roger Revelle (AGOR-24).
- L'Università della California di San Diego fu il primo college a chiamarsi Revelle College in suo onore.
- Una medaglia assegnata dall'American Geophysical Union è stata chiama in suo onore Roger Revelle Medal[12].
- Un premio assegnato dalla Scripps Institution of Oceanography porta il suo nome, Roger Revelle Prize[13].